# Константинос Калократос
Константинос Калократос или Калократас (на гръцки: Κωνσταντίνος Καλλοκράτος, Καλλοκρατάς) е виден ренесансов гръцки учен и поет.

## Биография
Калократос е роден в македонския град Бер (Верия) в 1572 година. Учи в гръцкия колеж „Агиос Атанасиос“ в Рим между 1600 и 1610 година. След това учи философия и теология. По-късно преподава в Калабрия на местните албанци елинофони. Поддържа кореспонденция с Леон Алатиос.